# Concours international de violon Jean-Sibelius

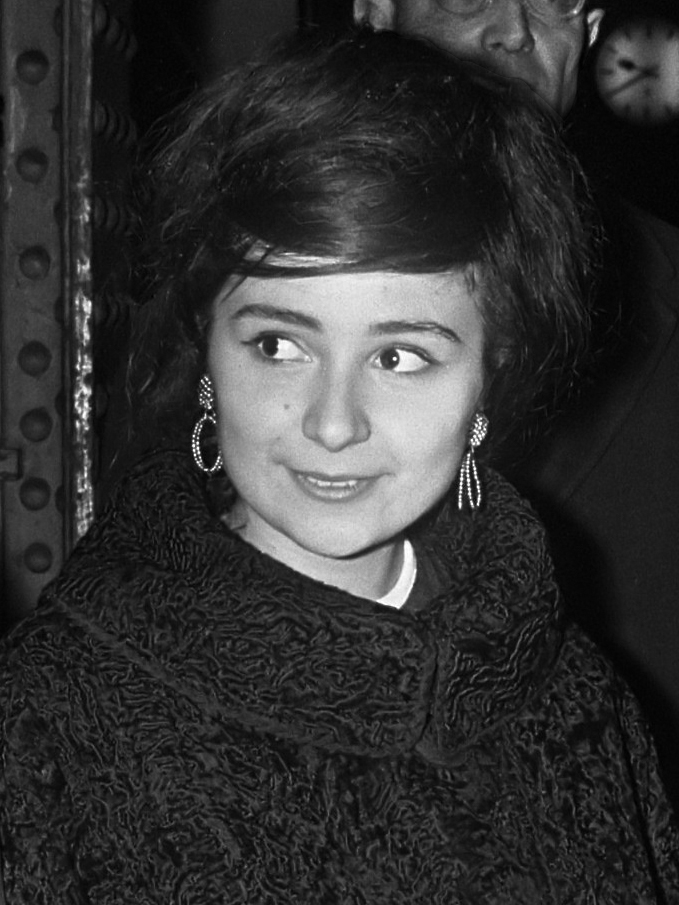
Arrivée de l'Orchestre d'État russe au CS Amsterdam. Maxim Chostakovitch, Liana Isakadze et Yevgeny Svetlanov 24 novembre 1967

Le Concours international de violon Jean-Sibelius, qui porte le nom du compositeur finlandais Jean Sibelius, est un concours pour des violonistes âgés de moins 30 ans. Il a lieu tous les cinq ans (les années finissant par -0 et -5) à Helsinki et il est considéré comme un des plus appréciés parmi les concours de violon. La première compétition a eu lieu en 1965, huit ans après le décès du compositeur. Le concours est organisé par la Société Sibelius de Finlande et l'Académie Sibelius.

## Lauréats
1965
1. Oleg Kagan (URSS)
2. Joshua Epstein (Israël)
3. Valeri Gradov (URSS)

1970
1. (ex aequo) Liana Issakadze (URSS) et Pavel Kogan (URSS)
2. Otto Armin (Canada)

1975
1. Yuval Yaron (Israël)
2. Ilya Grubert (URSS)
3. Eugen Sârbu (Roumanie)

1980
1. Viktoria Mullova (URSS)
2. Sergei Stadler (URSS)
3. Andres Cardenes (États-Unis)

1985
1. (ex aequo) Ilya Kaler (URSS) et Leonídas Kavákos (Grèce)
2. Vilmos Szabadi (Hongrie)

1990
1. Cristina Anghelescu (Roumanie)
2. (ex aequo) Sigrún Edvaldsdóttir (Islande) et Akiko Tanaka (Japon)

1995
1. Pekka Kuusisto (Finlande)
2. Lisa Batiashvili (Géorgie)
3. (ex aequo) Madoka Sato (Japon) et Nikolaj Szeps-Znaider (Danemark)

2000
1. Sergey Khachatryan (Arménie)
2. Natsumi Tamai (Japon)
3. (ex aequo) Zhi-Jiong Wang (Chine) et Sayako Kusaka (Japon)

2005
1. Alina Pogostkina (Allemagne)
2. Jiafeng Chen (Chine)
3. (ex aequo) Hyun-Su Shin (Corée du Sud) et Wei Wen (Chine)

2010
1. Nikita Borisoglebsky (Russie)
2. Petteri Iivonen (Finlande)
3. Esther Yoo (États-Unis)

2015
1. Christel Lee (États-Unis)
2. Emmanuel Tjeknavorian (Autriche)
3. Friederike Starkloff (Allemagne)

2022
1. In Mo Yang (Corée du Sud)
2. Nathan Meltzer (États-Unis)
3. Dmytro Udovychenko (Ukraine)

2025,
1. Sueye Park (Corée du Sud)
2. Minami Yoshida (Japon)
3. Claire Wells (États-Unis)